# لا جارا (كولورادو)
الشَّوْكَة أو (نقحرة: لا جارا) (بالإنجليزية: La Jara, Colorado)‏ هي بلدة تقع في مقاطعة كونيهوس، كولورادو بولاية كولورادو في الولايات المتحدة. تبلغ مساحتها 0.9 (كم²)، وترتفع عن سطح البحر 2318 م، بلغ عدد سكانها 877 نسمة في عام 2000 حسب إحصاء مكتب تعداد الولايات المتحدة وتصل الكثافة السكانية فيها 974.4 نسمة/كم2.

## وصلات خارجية
- The US50 - Cities and Towns in Colorado State
- Colorado Cities and Towns, Facts, Map, Flag, Colleges, Government, and More